# Династия Алпин
Алпинска династия (Haus Alpin) е шотландска кралска династия, чиито представители са владели Шотландия (843 – 1034; 1040 – 1057). Името на династията идва от Алпин II, крал на Далриада (839 – 841) – първия влдетел, който обединил Шотландия. Неговият син Кенет I основава династията.

## Крале от Дом Алпин
- 843 – 858: Кенет I Смелия (ок. 810 – 13.2.858), крал на Далриада (841 – 843), първи син на Алпин II
- 858 – 862: Доналд I (812 – 13.4.862), втори син на Алпин II
- 862 – 877: Константин I Щедрия на вино († 877), първи син на Кенет I Смелия
- 877 – 878: Аед Белоногия (ок. 858 – 878), втори син на Кенет I Смелия
- 878 – 889: Екхед († 889), племенник на Аед Белоногия
- 889 – 900: Доналд II Безумния († 900), син на Константин I Щедрия на вино
- 900 – 943: Константин II (ок. 879 – 952), син на Аед Белоногия
- 943 – 954: Малкълм I Рижия († 954), син на Доналд II Безумния
- 954 – 962: Индулф Агресор († 962), син на Константин II
- 962 – 967: Дуф Лъжливия († 967), първи син на Малкълм I Рижия
- 967 – 971: Колин Белия († 971), син на Индулф Агресор
- 971 – 995: Кенет II Братоубиеца († 995), втори син на Малкълм I Рижия
- 995 – 997: Константин III Плешивия (971 – 997), син на Колин Белия
- 997 – 1005: Кенет III Вожд († 25.3.1005), син на Дуф Лъжливия
- 1005 – 1034: Малкълм II Разрушител (ок. 980 – 25.11.1034), син на Кенет II Братоубиеца
- 1040 – 1057: Макбет (ок. 1005 – 15.8.1057), внук на Малкълм II Разрушител, женен за Груох (лейди Макбет) (ок. 1015 – сл. 1058), дъщеря на Боде Макалпин, който е син на Кенет III Вожд.[1]

Династията на следващите шотландски крале е Дънкелд. Тя е основана от Малкълм III, син на Дънкан I.